# إل شوكلو
"إل شوكلو" (بالإسبانية تعني "عرنوس الذرة") هي أغنية شهيرة كتبها الموسيقي الأرجنتيني أنجل فيّولدو. ويُقال إنها كُتبت تكريمًا لصاحب أحد الملاهي الليلية، وكان يُعرف بلقب "إل شوكلو"، وقد أخذت الأغنية اسمها من لقبه. وتُعد واحدة من أشهر مقطوعات التانغو في الأرجنتين.
أصبحت الأغنية مشهورة في الولايات المتحدة تحت اسم "Kiss of Fire" (قبلة النار) بعد أن أُضيفت لها كلمات باللغة الإنجليزية كتبها ليستر ألين وروبرت هيل. وقد سُجّلت النسخة الإنجليزية لأول مرة بصوت لويس آرمسترونغ، ثم حققت شهرة واسعة عندما غنتها جورجيا جيبز، حيث تصدّرت قوائم الأغاني وباعت أكثر من مليون نسخة. 